# Alexander Hall
Alexander Noble Hall (3 tháng 12 năm 1880 – 25 tháng 9 năm 1943) là cầu thủ bóng đá nghiệp dư người Scotland từng thi đấu cho Canada tại Thế vận hội Mùa hè 1904. Sau đó ông thi đấu chuyển sang thi đấu chuyên nghiệp tại Scotland và Anh.
Hall sinh ra tại Aberdeen, Scotland nhưng lớn lên tại Peterhead. Năm 1904 ông là thành viên đội Galt F.C., giành huy chương vàng tại Thế vận hội. Ông thi đấu cả hai trận ở vị trí tiền đạo và ghi cả ba bàn thắng trong trận đấu đầu tiên. Ông mất tại Toronto vào ngày 25 tháng 9 năm 1943 và được an táng tại Nghĩa trang Prospect của thành phố.